# Dietrich Müller-Doblies
Dietrich Muller-Doblies (n. 1938) és un taxònom de plantes de nacionalitat alemanya.
Els grups de plantes en els quals ha centrat el seu interès són els briòfits, els espermatòfits, els Liliòpsids, les amaril·lidàcies, les colquicàcies i les jacintàcies.
Desenvolupa la seva activitat científica en l'Herbari de la Universitat Tècnica de Berlín, on ha arribat a ser Director

## Algunes publicacions
- k. Weichhardt-Kulessa, t. Börner, j. Schmitz, o. Müller-Doblies, d. Müller-Doblies. 2000 Controversial taxonomy of Strumariinae (Amaryllidaceae) investigated by nuclear rDNA (ITS) sequences. Plant Systematics and Evolution (Ausgabe 00004/2000)

- c. Neinhuis, o. Muller-Doblies, d. Muller-Doblies. 1996 Psammophora and other sand-coated plants from southern Africa. In: Feddes repertorium. - vol. 107

- d. Muller-Doblies. 1977 Die Moose von Berlin und Montpeller: Ein stratigraphischer Vergleich zwischen mitteleuropäischen und mediterranem Florengebiet am Beispiel zweier Lokalfloren

### Capítols de llibres
- p.j. Redouté († 1759-1840). The lilies. Taschen, Köln, Alemania. 2000 (1 vol.) (en, fr, al)

### Editora
- 2004. Beiträge zur Biologie der Pflanzen. Vol 73. Editor Duncker & Humblot